# 1025
El 1025 (MXXV) fou un any comú començat en divendres del calendari julià.

## Esdeveniments
- Ramon Berenguer I atorga una carta de privilegi a la ciutat de Barcelona.

## Necrològiques
- Abu Nasir Baha al-Din Sabur ibn Ardashir, visir dels buwàyhides de Fars.